# Pitkäjärvi (sjö i Multia, Mellersta Finland)
Pitkäjärvi är en sjö i kommunen Multia i landskapet Mellersta Finland i Finland. Arean är 38 hektar och strandlinjen är 5 kilometer lång. Sjön  ingår i Kumo älvs huvudavrinningsområde.   Den ligger omkring 73 kilometer nordväst om Jyväskylä och omkring 280 kilometer norr om Helsingfors. 